# Slät kvistlav
Slät kvistlav (Fellhanera subtilis) är en lavart som först beskrevs av Vezda, och fick sitt nu gällande namn av Diederich & Sérus. Slät kvistlav ingår i släktet Fellhanera och familjen Pilocarpaceae.  Arten är reproducerande i Sverige. Inga underarter finns listade i Catalogue of Life.